# ジョン・A・コステロ
ジョン・A・コステロ（英: John Aloysins Costello、愛: Seán A Mac Coisdealbha、1891年6月20日 - 1976年1月5日）は、アイルランドの政治家。アイルランドの首相として第5次、第7次内閣を率いた。

## 経歴
1926年から1932年にエール自由州検事総長を務めた後、政治家に転身。1933年から1937年にかけて下院議員を務めた。
1948年、16年間続いたエイモン・デ・ヴァレラ首相の後を受けて組閣。与党の統一アイルランド党（フィナ・ゲール）の力が弱かったため、労働党、国民労働党とともに同国初の連立政権を率いた。1949年にはアイルランドがイギリス連邦から分離独立、歴史的なイベントの際の首相として名を残す。1951年にはエイモン・デ・ヴァレラに首相の座を渡して退いたが、1954年に再登板。1957年に再びエイモン・デ・ヴァレラに政権を渡して退き引退した。1976年、がんのため死去。